# Paweł Franczak
Paweł Franczak, nascido a 7 de outubro de 1991, é um ciclista polaco, membro da equipa Voster ATS Team.

## Palmarés
2013
- 1 etapa do Carpathian Couriers Race

2014
- Puchar Uzdrowisk Karpackich
- 2º no Campeonato de Polónia em Estrada

2016
- 1 etapa da Carreira da Solidariedade e dos Campeões Olímpicos
- Memóriał Henryka Łasaka

2019
- Belgrado-Bania Luka[1]
- Visegrad 4 Kerekparverseny
- 2 etapas do Bałtyk-Karkonosze Tour